# Luis Pérez Pascual
Luis Pérez Pascual (San Sebastián, 9 febbraio 1971) è un ex calciatore spagnolo, di ruolo attaccante.

## Carriera
La sua carriera è legata indissolubilmente con la Real Sociedad avendo giocato solo per i Txuri-urdin un totale di 210 partite condite da 30 reti.
Vanta una presenza con la selezione di calcio dei Paesi Baschi e una con la Spagna Under-23.